# El San Martín
El San Martín fue un periódico publicado en Valparaíso, Chile, desde el 29 de agosto de 1864 hasta el 28 de marzo de 1866. Sus colaboradores principales fueron Santiago Godoy (director), Antonio Monticelli, Luis Díaz y N. Manterola.: 298 
Durante la Guerra hispano-sudamericana su director, que era hijo de Pedro Godoy Palacios, alimentó una "diatriba incontenible" y publicó "caricaturas ofensivas" contra la flota española, exitando los ánimos tanto en tierra como en las cubiertas de los navíos que amenazaban la costa chilena. Pedro de Novo y Colson escribiría más tarde que frente a la indignación que causaban los artículos del periódico en los marinos, la autoridad del almirante "no bastaba a contenerlos en los límites de la disciplina". Por esa razón Salvador de Tavira, representante de la corona española en Chile, solicitó "una y cien veces" al gobierno un castigo ejemplar para el periódico al cual remitía los ejemplares con las ofensas a la soberana Isabel II de España. El ministro chileno Álvaro Covarrubias contestaba que en Chile existía libertad de prensa y que los abusos de esa libertad solo podían ser calificados y juzgados por el tribunal de jurados establecido por la ley.: 298 
El periódico dejó de aparecer unos días antes del Bombardeo de Valparaíso (31 de marzo de 1866) y sus (ex-) maquinarias estuvieron entre las más dañadas por el bombardeo, "como si los cañones de la escuadra enemiga hubiesen querido tenerla de blanco preferente para castigar lo del periódico".: 298 